# 合羽摺
合羽摺（かっぱずり）とは、日本における浮世絵版画での彩色法である。

## 合羽摺前史

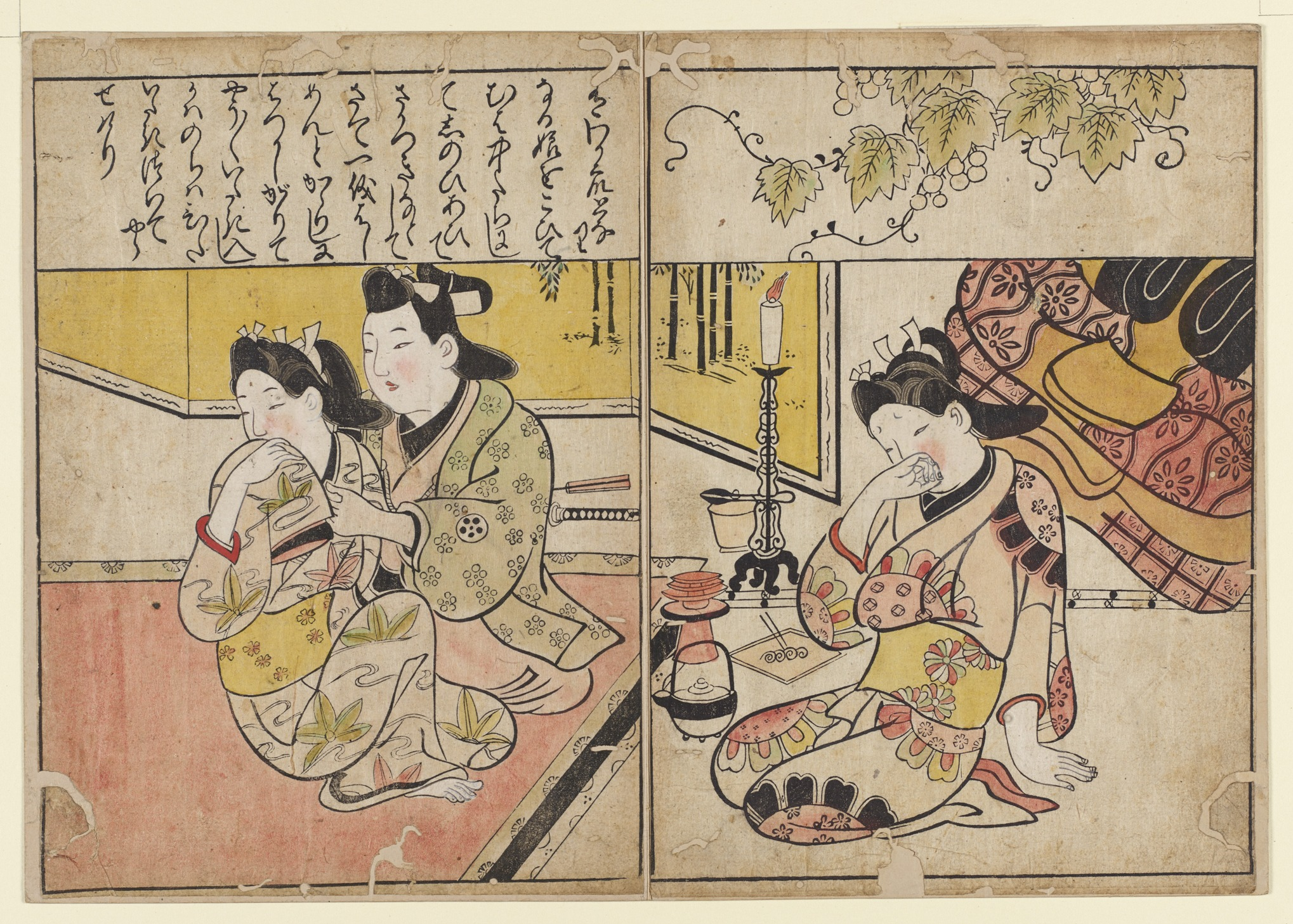
菱川師宣の「春本」から一丁（2ページ）が外れたもの。版本名は不明。墨摺絵筆彩色。1680年頃。挿絵人気により、テキストが上4分の1に追いやられるのが、版本から一枚摺に移行する時代の特徴である。スミソニアン・フリーア美術館蔵。

木版画は単色摺が基本である。だが、上客からの要望もあり、彩色化が図られるようになる。最初は、摺った後に筆で着彩する方法が取られた。
安房国の縫箔屋出身で、17世紀後半の江戸で活動した、菱川師宣の場合、版本や、「揃い物」に、着彩されている墨摺絵が現存する。その後、1741-42年（寛保元-2年）に、色版を用いた紅摺絵が、そして、1765年（明和2年）には、鈴木春信による多色摺、錦絵が登場する。
一方、師宣以前の上方、つまり大坂と京は、「洛中洛外図屏風」や「寛文美人図」等、「近世風俗画」が盛んに描かれたが、これらが「上がりもの」として江戸に持ち込まれることによって、師宣の歌舞伎絵・美人画・春画を生むきっかけとなった。上方でも、版本から一枚摺が生まれ、墨摺絵に筆彩色する過程は同じだが、その次に登場したのが「合羽摺」であったのが、江戸との違いである。

## 合羽摺の手法と長短所

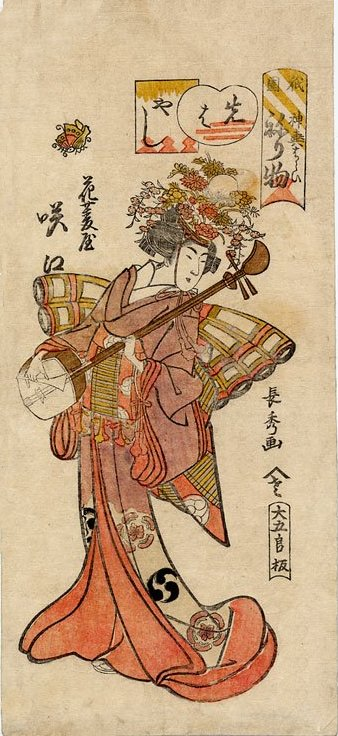
有楽斎長秀「祇園　神輿あらひ　ねり物　先はやし　花菱屋　咲江」、1813-25年頃。上方合羽摺において、長秀の現存数が最も多い。

「主版」（おもはん）、つまり最初に摺る輪郭線は版木を用いるが、色版は、防水加工した紙を刳り抜いて型紙とし、墨摺りした紙の上に置き、顔料をつけた刷毛を擦って彩色した。色数と同じだけの型紙を必要とする。防水紙を使用することから、「合羽」と呼ばれる。
合羽摺の利点は、加工が容易であり、コストが安く、納期が早い、馬連を用いないので、錦絵より薄く安価な紙が使用できる点である。
逆に欠点は、版木摺ほど細密な表現が出来ない、色むらが出やすい、重ね摺りすると、下の色は埋もれてしまう（版木の場合は、下の色を透かすことが可能。）、切り抜き箇所の縁に顔料が溜まりやすい、型紙が浮き上がり、顔料が外にはみ出すことがある、型紙を刳り抜くため、その内部に色を入れたくない部分がある場合は、「吊り」と呼ばれる、色を入れる箇所の一部を切り残す必要がある、安価な紙を用いた為、大切にされず、現存数が少なくなっただろう点である。

## 上方の合羽摺

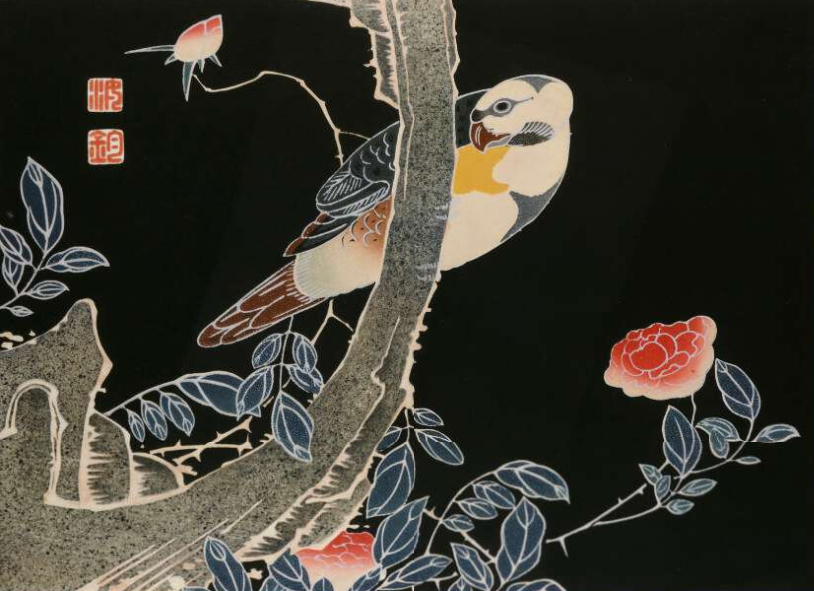
伊藤若冲『花鳥版画』の内、「薔薇と鸚哥図」。大英博物館蔵。明治期の翻刻版。平木本での樹幹の彩色・吹付けは合羽摺による。

合羽摺の登場は、享保年間（1716-36年）の絵本『聖泰百人一首』扉絵とされる。蘇州版画からの影響か、友禅染の型紙の転用から生まれたと言われる。しかし、それ以前に、大津絵で合羽摺が採用されていたとの論があり、また他分野からの影響ではなく、職人なら自身で開発できるだろうとの仮説もある。
上方では、1813年（文化10年）頃に、江戸の錦絵が流入した後でも、合羽摺が併存し、1887年（明治20年）頃まで存続した。
画題は役者絵と「練物（ねりもの）」が大部分で、判型は、錦絵が大判もしくは中判が主流なのに対し、合羽摺は細判が多い。
浮世絵師ではないが、伊藤若冲の『花鳥版画』（1771年（明和8年）、平木浮世絵財団は6種所蔵。）は、木版摺と合羽摺の併用とされている。黒地部分は、裏から馬連跡が見えるのに対し、彩色部は馬連跡が在る箇所と無い箇所がある。刷毛ではなく筆を使用し、濃淡を変化させたり、顔料を吹くなど、高度な技術が投入されている。若冲は、親族に西陣織業者が居り、そこから友禅染の援用を思いついたのではと、山口真理子は指摘する。

## 長崎の合羽摺
長崎絵でも、合羽摺が用いられた。

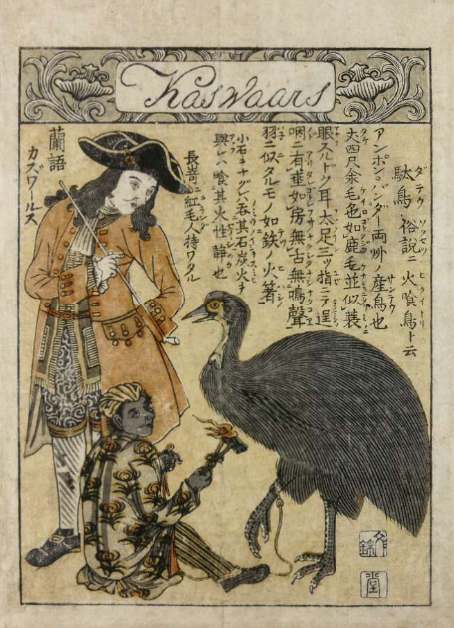
「火喰鳥」。作者不明、1800年頃。大英博物館蔵。

唐人は新年を祝う為、唐寺で摺られた「年画」を家屋に貼る風習があり、それが周辺に住む日本人にも受け入れられ、江戸や上方とは異なり、版本から一枚絵に展開する過程を必要としなかった。
現存する「長崎絵」最古のものは、寛保から寛延年間（1741-1751年）とされ、そのころから墨摺絵に手彩色することが始まり、天明年間（1781-1801年）頃に合羽摺が行われるようになる。
天保年間（1830-44年）初頭、渓斎英泉の門人である、磯野文斎が版元「大和屋」に婿入りし、後に彫師・摺師を江戸から招くことにより、錦絵が齎された。但し他の版元では、合羽摺版行が続いた。
画題は、江戸や上方と異なり、オランダ人や唐人の風貌や装束、彼らの風習、帆船や蒸気船、珍しい動物、出島図や唐人屋敷、唐寺など、長崎特有の異国情緒を催すものが描かれた。
1858年（安政5年）の日米修好通商条約締結後、外国人居留地の中心が横浜に移ることにより、1860年（安政7・万延元年）には横浜絵が隆盛し、文久年間（1861-64年）頃に、長崎絵の版行は終わったとされる。